# Jerzy Guła
Jerzy Guła (ur. 22 czerwca 1949 w Jeleniej Górze) – polski polityk, inżynier, były wojewoda częstochowski.

## Życiorys
Ukończył w 1974 studia na Politechnice Wrocławskiej, a w 1975 Szkołę Oficerów Rezerwy w Pile. Od 1974 przez około trzydzieści lat był zatrudniony w Hucie Częstochowa. W latach 80. przez dwie kadencje pełnił funkcję wiceprzewodniczącego rady pracowniczej. W 1990 założył i przez wiele lat kierował katolicką organizacją pod nazwą Unia Laikatu Katolickiego. W latach 1990–1994 zajmował stanowisko wojewody częstochowskiego (pierwszego po przemianach politycznych). Od 1998 do 2002 zasiadał w sejmiku śląskim (wybrany został z listy Akcji Wyborczej Solidarność), będąc jednocześnie członkiem zarządu województwa. Należał w tym okresie do Ruchu Społecznego.
Po zakończeniu kadencji w samorządzie powrócił do pracy w Hucie Częstochowa jako jej rzecznik. W 2003 objął stanowisko wiceprezesa zarządu Częstochowskiego Przedsiębiorstwa Komunalnego Sp. z o.o., które zajmował do 2008.
W 2011 otrzymał Złoty Krzyż Zasługi.